# Черемуховське сільське поселення
Чере́муховське сільське поселення (рос. Черёмуховское сельское поселение) — муніципальне утворення у складі Прилузького району Республіки Комі, Росія. Адміністративний центр — село Черемуховка.

## Населення
Населення — 1081 особа (2017, 1362 у 2010, 1700 у 2002, 2176 у 1989).

## Склад
До складу поселення входять такі населені пункти:
| Населений пункт    | Населення, осіб (1989) | Населення, осіб (2002) | Населення, осіб (2010) |
| ------------------ | ---------------------- | ---------------------- | ---------------------- |
| Крисовка, присілок | 21                     | 3                      | 1                      |
| Пожемаяг, селище   | 630                    | 431                    | 299                    |
| Черемуховка, село  | 1525                   | 1266                   | 1062                   |